# Thomas Campbell (arbitre)
Pour les articles homonymes, voir Thomas Campbell et Campbell.
Thomas P. Campbell était un arbitre anglais de football, officiant de 1907 à 1911. Il était affilié à Blackburn.

## Carrière
Il a officié dans des compétitions majeures : 
- Coupe d'Angleterre de football 1907-1908 (finale)
- JO 1908 (1 match)